# Ferdinand Carré
Pour les personnes ayant le même patronyme, voir Carré (homonymie).
Philippe Ferdinand Édouard Carré, dit Ferdinand Carré, est un ingénieur français, né à Moislains, dans la Somme, le 10 mars 1824, et mort le 11 janvier 1900 à Pommeuse dans le département de Seine-et-Marne. Il s'est fait connaître pour avoir inventé des appareils frigorifiques destinés à produire de la glace pour les brasseries.

## Inventions
Philippe Ferdinand Édouard Carré naît le 10 mars 1824 à Moislains, dans la Somme.
Il s'est fait connaître comme l'inventeur d'appareils frigorifiques destinés à produire de la glace pour les brasseries (Tourtel et Velten) et par ses travaux en électricité : un régulateur de lumière électrique ou encore une machine à influence qui porte son nom,. 
En 1857, Ferdinand Carré invente le réfrigérateur à absorption. Ce système utilise l'eau comme absorbant et l'ammoniac comme réfrigérant. Il a donné son nom au cycle de Carré décrivant le procédé de réfrigération par absorption à deux fluides et deux niveaux de pression. 
Il fait breveter son invention aux États-Unis et la présente lors de l'Exposition universelle de 1862. Celle-ci n'eut pas de succès pour le marché domestique, mais trouva son succès dans les brasseries, pour maintenir les boissons au frais. Le réfrigérateur pouvait produire entre 12 et 100 kg de glaces, selon les modèles.
Il est fait chevalier de la Légion d'honneur par décret du 24 janvier 1863.

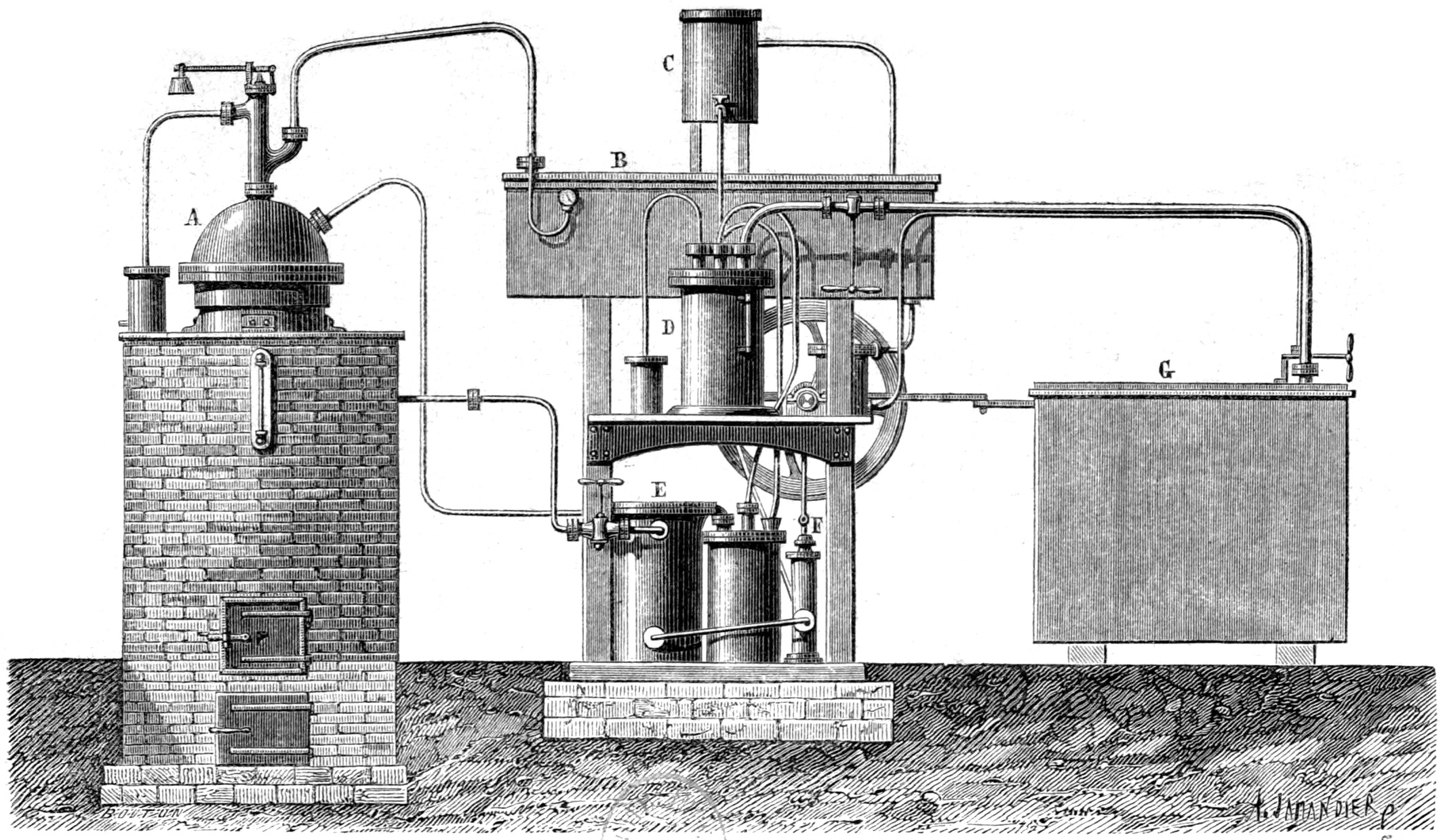
Grand appareil de Ferdinand Carré pour fabriquer de la glace.
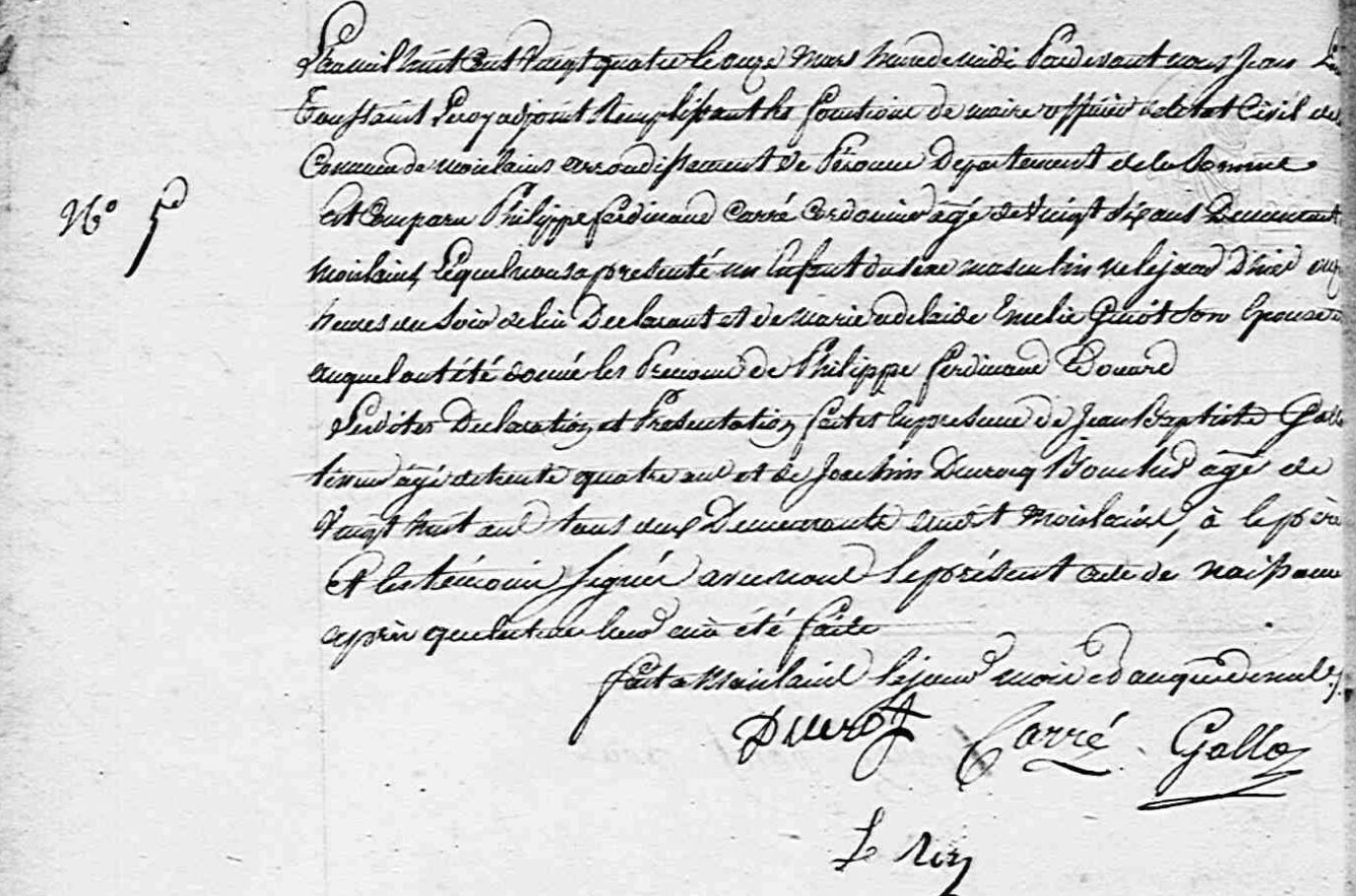
Son acte de naissance.